# دونالد گلاور
دونالد گلاور (انگلیسی: Donald Glover؛ زاده ۲۵ سپتامبر ۱۹۸۳) یک هنرپیشه و موزیسین اهل ایالات متحده آمریکا است. وی از سال ۲۰۰۲ میلادی تاکنون مشغول فعالیت بوده‌است. او در موسیقی با نام هنری چایلدیش گمبینو (به انگلیسی: Childish Gambino) فعالیت دارد و توانست در مراسم گرمی ۲۰۱۸ برندهٔ چهار جایزه گرمی شود.
از فیلم‌های معروف او می‌توان به بازی در الکساندر و روز وحشتناک، فهرست کارها، مریخی و مرد عنکبوتی: بازگشت به خانه اشاره کرد.